# Anisia pulicaria
Anisia pulicaria là một loài ruồi trong họ Tachinidae.